# Patrik Tybor
Patrik Tybor, né le 16 septembre 1987 à Dubnica nad Váhom, est un coureur cycliste slovaque.

## Biographie
Fin juillet 2019, il est sélectionné pour représenter son pays aux championnats d'Europe de cyclisme sur route. Il s'adjuge à cette occasion la huitième place du relais mixte.
En 2020, il est sélectionné pour représenter son pays aux championnats d'Europe de cyclisme sur route organisés à Plouay dans le Morbihan. Il se classe trente-cinquième de la course en ligne.
Il arrête sa carrière à l'issue de la saison 2022.

## Palmarès
- 2009
  - 2e étape du Grand Prix Bradlo
  - 2e du championnat de Slovaquie du contre-la-montre espoirs
- 2010
  - 3e du Bałtyk-Karkonosze Tour
- 2011
  - 2e du Grand Prix Betonexpressz 2000
- 2012
  - 3e du championnat de Slovaquie sur route
- 2013
  - 4e étape du Baltic Chain Tour
  - 3e du Grand Prix cycliste de Gemenc
  - 3e du Tour de Serbie
  - 3e du championnat de Slovaquie sur route
- 2014
  - 2e de la Visegrad 4 Bicycle Race - GP Slovakia
  - 3e du championnat de Slovaquie du contre-la-montre
- 2015
  - 1re et 3e étapes du Tour de Bulgarie
  - 3e du championnat de Slovaquie sur route
  - 3e du championnat de Slovaquie du contre-la-montre
  - 3e du Tour de Bulgarie
- 2016
  - 6e étape du Tour du Cameroun
  - 5e étape du Tour du Maroc
  - 2e du Tour du Maroc
- 2017
  -  Champion de Slovaquie du contre-la-montre par équipes
  - 2e du championnat de Slovaquie du contre-la-montre
- 2018
  - 2e du championnat de Slovaquie du contre-la-montre
- 2019
  - 2e de la Coupe des Carpates
  - 2e du Grand Prix Velo Erciyes
  - 3e du championnat de Slovaquie du contre-la-montre
  - 3e du championnat de Slovaquie sur route

## Classements mondiaux
| Année                                 | 2007 | 2008 | 2009 | 2010 | 2011 | 2012 | 2013 | 2014 | 2015 | 2016  | 2017 | 2018  | 2019 | 2020 | 2021  | 2022  |
| ------------------------------------- | ---- | ---- | ---- | ---- | ---- | ---- | ---- | ---- | ---- | ----- | ---- | ----- | ---- | ---- | ----- | ----- |
| Classement mondial                    |      |      |      |      |      |      |      |      |      | 804e  | 463e | 1287e | 501e | 812e | 1151e | 1556e |
| UCI Europe Tour                       | 517e | nc   | 942e | nc   | 493e | 940e | 376e | 341e | 213e | 1059e | 421e | 841e  | 384e | 648e | 852e  | 1042e |
| UCI Asia Tour                         | nc   | nc   | nc   | nc   | nc   | nc   | nc   | nc   | nc   | nc    | 194e | nc    |      |      |       |       |
| UCI America Tour                      | nc   | nc   | nc   | nc   | nc   | nc   | nc   | nc   | nc   | 358e  | nc   | nc    |      |      |       |       |
| UCI Africa Tour                       | 98e  | nc   | nc   | nc   | nc   | nc   | nc   | nc   | nc   | 61e   | 107e | nc    |      |      |       |       |
|                                       |      |      |      |      |      |      |      |      |      |       |      |       |      |      |       |       |
| Légende : nc = non classéSource : UCI |      |      |      |      |      |      |      |      |      |       |      |       |      |      |       |       |